# قطعنامه ۱۶۱۴ شورای امنیت
قطعنامه ۱۶۱۴ شورای امنیت سازمان ملل متحد که در تاریخ ۲۹ جولای ۲۰۰۵ تصویب شد، سندی بین‌المللی دربارهٔ بررسی وضعیت خاورمیانه است. این قطعنامه طی نشست ۵۲۴۱ام با ۱۵ رای موافق، ۰ مخالف و ۰ ممتنع تصویب شد.